# Cornwall Combination League
Cornwall Combination League (CCL), kallad LWC Drinks Cornwall Combination League eller bara LWC Drinks League av sponsorskäl, är en fotbollsliga i England, grundad 1959. Ligan består av klubbar från västra Cornwall.
Ligan har sitt ursprung i en äldre liga, Cornwall Senior League, varifrån tolv klubbar bröt sig loss efter 1958/59 års säsong för att bilda Cornwall Combination League.
Ligan har en division, som ligger på nivå 12 i det engelska ligasystemet. Ligan har också två egna cuper.
Två klubbar kan flyttas upp till St Piran Football League West Division (nivå 11). De två sämst placerade klubbarna kan flyttas ned till Trelawny League (nivå 13).

## Mästare
| Säsong  | League                      | League Cup                   | Supplementary Cup              |
| ------- | --------------------------- | ---------------------------- | ------------------------------ |
| 1959/60 | Porthleven                  | Nanpean Rovers               |                                |
| 1960/61 | Nanpean Rovers              | Nanpean Rovers (2)           |                                |
| 1961/62 | St Just                     | Falmouth Docks               |                                |
| 1962/63 | St Breward                  | Porthleven                   |                                |
| 1963/64 | Porthleven (2)              | St Breward                   |                                |
| 1964/65 | Helston Athletics reservlag | Porthleven (2)               |                                |
| 1965/66 | Porthleven (3)              | Porthleven (3)               |                                |
| 1966/67 | Porthleven (4)              | Truro Citys reservlag        |                                |
| 1967/68 | St Breward (2)              | St Just                      |                                |
| 1968/69 | St Breward (3)              | Truro Citys reservlag (2)    |                                |
| 1969/70 | Falmouth Docks              | Penzances reservlag          |                                |
| 1970/71 | Illogan RBL                 | St Just (2)                  |                                |
| 1971/72 | Illogan RBL (2)             | Marazion Blues               |                                |
| 1972/73 | Newquays reservlag          | Sticker                      |                                |
| 1973/74 | Illogan RBL (3)             | Illogan RBL                  |                                |
| 1974/75 | Newquays reservlag (2)      | St Just (3)                  |                                |
| 1975/76 | St Dennis                   | Mousehole                    |                                |
| 1976/77 | Perranwell                  | Perranwell                   |                                |
| 1977/78 | Marazion Blues              | Truro City                   |                                |
| 1978/79 | Porthleven (5)              | Marazion Blues (2)           |                                |
| 1979/80 | Marazion Blues (2)          | RNAS Culdrose                |                                |
| 1980/81 | Penryn Athletic             | St Just (4)                  |                                |
| 1981/82 | Penryn Athletic (2)         | RNAS Culdrose (2)            |                                |
| 1982/83 | Penryn Athletic (3)         | Ludgvan                      |                                |
| 1983/84 | Falmouth Town               | Porthleven (4)               |                                |
| 1984/85 | Penryn Athletic (4)         | Porthleven (5)               |                                |
| 1985/86 | Mullion                     | Truro Citys reservlag (3)    | Mullion                        |
| 1986/87 | Penryn Athletic (5)         | Porthleven (6)               | Penryn Athletic                |
| 1987/88 | Helston Athletic            | Truro Citys reservlag (4)    | Helston Athletic               |
| 1988/89 | Porthleven (6)              | Penryn Athletic              | Porthleven                     |
| 1989/90 | Penryn Athletic (6)         | Penryn Athletic (2)          | St Agnes                       |
| 1990/91 | Mullion (2)                 | Mullion                      | St Agnes (2)                   |
| 1991/92 | Mullion (3)                 | Mullion (2)                  | Porthlevens reservlag          |
| 1992/93 | Penryn Athletic (7)         | Perranwell (2)               | Truro Citys reservlag          |
| 1993/94 | Penryn Athletic (8)         | Perranwell (3)               | Falmouth Towns reservlag       |
| 1994/95 | Truro Citys reservlag       | Newquays reservlag           | St Ives Town                   |
| 1995/96 | Penryn Athletic (9)         | Penryn Athletic (3)          | Helston Athletic (2)           |
| 1996/97 | Perranwell (2)              | Falmouth Towns reservlag     | St Ives Town (2)               |
| 1997/98 | Perranwell (3)              | Perranwell (4)               | RNAS Culdrose                  |
| 1998/99 | Truro Citys reservlag (2)   | Truro Citys reservlag (5)    | RNAS Culdrose (2)              |
| 1999/00 | Penryn Athletic (10)        | Truro Citys reservlag (6)    | Falmouth Towns reservlag (2)   |
| 2000/01 | Helston Athletic (2)        | Truro Citys reservlag (7)    | St Ives Town (3)               |
| 2001/02 | St Agnes                    | St Ives Town                 | St Agnes (3)                   |
| 2002/03 | St Agnes (2)                | Newquays reservlag (2)       | Illogan RBL                    |
| 2003/04 | Penryn Athletics reservlag  | St Just (5)                  | Goonhavern Athletic            |
| 2004/05 | Goonhavern Athletic         | St Just (6)                  | Hayle                          |
| 2005/06 | Truro Citys reservlag (3)   | Truro Citys reservlag (8)    | Holman SC                      |
| 2006/07 | Illogan RBL (4)             | Penryn Athletics reservlag   | St Agnes (4)                   |
| 2007/08 | Truro Citys reservlag (4)   | Truro Citys reservlag (9)    | Penryn Athletics reservlag     |
| 2008/09 | Perranporth                 | Perranporth                  | Falmouth Towns reservlag (3)   |
| 2009/10 | Illogan RBL (5)             | Illogan RBL (2)              | Falmouth Towns reservlag (4)   |
| 2010/11 | Helston Athletic (3)        | Perranwell (5)               | Hayles reservlag               |
| 2011/12 | Falmouth Towns reservlag    | Falmouth Towns reservlag (2) | Troon                          |
| 2012/13 | Illogan RBL (6)             | St Day                       | Penryn Athletics reservlag (2) |
| 2013/14 | Illogan RBL (7)             | St Day (2)                   |                                |
| 2014/15 | Mullion (4)                 | Wendron United               | Illogan RBL:s reservlag        |
| 2015/16 | Ludgvan                     | Carharrack                   | Holman SC (2)                  |
| 2016/17 | Carharrack                  | St Ives Town (2)             | Perranporth                    |
| 2017/18 | Perranporth (2)             | St Day (3)                   | Carharrack                     |
| 2018/19 | Perranporth (3)             | Illogan RBL (3)              | Helston Athletics reservlag    |

Källa: